# Lotus 97T
Der Lotus 97T war ein Formel-1-Rennwagen des britischen Rennstalls Lotus, der in der Formel-1-Saison 1985 eingesetzt wurde.

## Technische Daten
Der Rennwagen war eine Entwicklung des Lotus-Chefkonstrukteurs Gérard Ducarouge und im Wesentlichen eine Weiterentwicklung des Vorjahreswagens. Während die Radaufhängung mit Doppelquerlenkern vorn und hinten und die Bremsanlage nahezu unverändert vom Lotus 95T übernommen worden waren, betrug die Spurweite des neuen Fahrzeuges vorn 1800 mm und hinten 1620 mm. Zudem trat die Abluft nun nicht mehr oberhalb der Seitenkästen heraus, sondern durch eine Neuanordnung der Wasser- und Ölkühler seitlich. Neu waren die hinter den Vorderrädern angebrachten Luftleitbleche, welche die Fahrtluft kanalisieren und so weniger Luftturbulenzen erzeugen sollten. Das Monocoque bestand aus kohlenstofffaserverstärktem Kunststoff.
Angetrieben wurde der Lotus 97T von einem wassergekühlten V6-Turbomotor von Renault mit 90° Zylinderbankwinkel, wobei zwei unterschiedliche Typen verwendet wurden. Während der EF4B überwiegend im Training genutzt wurde, weil er einem höheren Ladedruck standhielt, kam der EF15 hauptsächlich im Rennen zum Einsatz. Der längs eingebaute, mit Garrett-Ladern ausgestattete Doppelturbo-Mittelmotor hatte 1493 cm³ Hubraum und brachte bei einem auf 2,5 bar begrenzten Ladedruck und 11.300/min eine Leistung von bis zu 662 kW. Die Kraftübertragung übernahm ein manuell zu schaltendes 5-Gang-Getriebe von Hewland. Das Zündsystem wurde von Magneti Marelli bezogen. Der Tank fasste 220 Liter.

## Sponsor
Hauptsponsoren waren die R. J. Reynolds Tobacco Company mit ihrer Zigarettenmarke John Player, weshalb das Fahrzeug in schwarz mit goldenen Applikationen gehalten war, sowie der Haushaltsgerätehersteller De’Longhi und der Optikhersteller Olympus.

## Saisonverlauf
Gefahren wurde der Lotus 97T von Ayrton Senna und Elio de Angelis. Sie gewannen drei von 16 Saisonrennen und holten acht Pole-Positions. Das Team belegte in der Herstellerweltmeisterschaft (Constructor's Championship) den vierten Platz. Senna gewann im Lotus 97T in Estoril seinen ersten von insgesamt 41 Grand Prix. Der Wagen war schnell, aber unzuverlässig. Mehrfach fielen die Fahrer auf Podestplätzen liegend wegen technischer Defekte aus. Dieses Schicksal ereilte bereits beim Saisonauftakt in Rio de Janeiro Senna, der an Platz 3 liegend einen Elektrikschaden erlitt. In San Marino wiederum ging Senna, zu diesem Zeitpunkt ebenfalls an dritter Stelle positioniert, das Benzin aus, ebenso in Silverstone, wo er auf dem zweiten Platz gelegen hatte. Besonders negativ stach in dieser Hinsicht jedoch das Rennen auf dem Nürburgring heraus: Hier schied de Angelis an dritter Position mit einem Motorschaden aus, und bei Sennas Wagen brach die Halbwelle, als er in Führung lag. Nach diesem Rennen waren die Fahrzeuge dagegen tendenziell wieder zuverlässiger, in den letzten beiden Rennen hingegen erlitten de Angelis und Senna aber zusammengenommen drei Motorschäden, wobei Senna im letzten Rennen in Adelaide hierdurch einen möglichen zweiten Platz einbüßte. De Angelis wurde in diesem Grand Prix wegen eines Überholmanövers in der Einführungsrunde disqualifiziert.
| Fahrer               | Nr.                  | 1   | 2 | 3  | 4   | 5  | 6   | 7   | 8   | 9   | 10 | 11 | 12 | 13  | 14 | 15  | 16  | Punkte | Rang |
| -------------------- | -------------------- | --- | - | -- | --- | -- | --- | --- | --- | --- | -- | -- | -- | --- | -- | --- | --- | ------ | ---- |
| Formel-1-Saison 1985 | Formel-1-Saison 1985 |     |   |    |     |    |     |     |     |     |    |    |    |     |    |     |     | 71     | 4.   |
| Elio de Angelis      | 11                   | 3   | 4 | 1  | 3   | 5  | 5   | 5   | NC  | DNF | 5  | 5  | 6  | DNF | 5  | DNF | DSQ | 71     | 4.   |
| Ayrton Senna         | 12                   | DNF | 1 | 7* | DNF | 16 | DNF | DNF | 10* | DNF | 2  | 3  | 3  | 1   | 2  | DNF | DNF | 71     | 4.   |

| Legende  | Legende            | Legende                                                          |
| Farbe    | Abkürzung          | Bedeutung                                                        |
| -------- | ------------------ | ---------------------------------------------------------------- |
| Gold     | –                  | Sieg                                                             |
| Silber   | –                  | 2. Platz                                                         |
| Bronze   | –                  | 3. Platz                                                         |
| Grün     | –                  | Platzierung in den Punkten                                       |
| Blau     | –                  | Klassifiziert außerhalb der Punkteränge                          |
| Violett  | DNF                | Rennen nicht beendet (did not finish)                            |
| Violett  | NC                 | nicht klassifiziert (not classified)                             |
| Rot      | DNQ                | nicht qualifiziert (did not qualify)                             |
| Rot      | DNPQ               | in Vorqualifikation gescheitert (did not pre-qualify)            |
| Schwarz  | DSQ                | disqualifiziert (disqualified)                                   |
| Weiß     | DNS                | nicht am Start (did not start)                                   |
| Weiß     | WD                 | zurückgezogen (withdrawn)                                        |
| Hellblau | PO                 | nur am Training teilgenommen (practiced only)                    |
| Hellblau | TD                 | Freitags-Testfahrer (test driver)                                |
| ohne     | DNP                | nicht am Training teilgenommen (did not practice)                |
| ohne     | INJ                | verletzt oder krank (injured)                                    |
| ohne     | EX                 | ausgeschlossen (excluded)                                        |
| ohne     | DNA                | nicht erschienen (did not arrive)                                |
| ohne     | C                  | Rennen abgesagt (cancelled)                                      |
| ohne     | keine WM-Teilnahme |                                                                  |
| sonstige | P/fett             | Pole-Position                                                    |
| sonstige | 1/2/3/4/5/6/7/8    | Punktplatzierung im Sprint-/Qualifikationsrennen                 |
| sonstige | SR/kursiv          | Schnellste Rennrunde                                             |
| sonstige | *                  | nicht im Ziel, aufgrund der zurückgelegten Distanz aber gewertet |
| sonstige | ()                 | Streichresultate                                                 |
| sonstige | unterstrichen      | Führender in der Gesamtwertung                                   |